# Linia kolejowa Umianowice – Cudzynowice
Linia kolejowa Umianowice – Cudzynowice – częściowo zlikwidowana wąskotorowa linia kolejowa łącząca stację Umianowice ze stacją Cudzynowice.

## Historia
Linię otwarto 5 sierpnia 1925 roku na odcinku Pińczów - Cudzynowice. W 1950 otworzono odcinek Umianowice - Pińczów. W 1977 roku zawieszono ruch pasażerski od Pińczowa do Cudzynowic, a w 1987 od Umianowic do Pińczowa. W 1989 roku na odcinku Umianowice - Wiślica uruchomiono ruch pasażerski – turystyczny. 1 lutego 1993 na całej długości linii zamknięto ruch towarowy. W 1995 roku rozebrano odcinek Wiślica - Cudzynowice. Dwa lata później, po powodzi, zamknięto ruch pasażerski od Wiślicy do Pińczowa. W 2010 roku rozebrano odcinek torowiska w Pińczowie, od końca ul. Republiki Pińczowskiej do skrzyżowania ulic Legionistów z Republiki.